# انواع میکروسکوپ

###### میکروسکوپ و تاریخچه آن
میکروسکوپ یا ریزبین، دستگاهی است که برای دیدن اجسامی که با چشم غیر مسلح دیده نمی‌شوند به کار می‌رود. اولین میکروسکوپ بیش از۴۰۰ سال پیش اختراع شد. این میکروسکوپ یک لوله بود که در دو سر آن دو ذره بین قوی قرارگرفته بود.ذره بین یک نوع عدسی است. در حدود سال ۱۶۵۰ میلادی یک فیزیکدان انگلیس به نام رابرت هوک از شیشه‌های منحنی به چیزهای خیلی کوچک نگاه کرد و به دقت به بررسی آن‌ها پرداخت. اسم این شیشه‌ها راکه سطح منحنی داشتند، عدسی گذاشتند زیرا شکل آن‌ها مثل دانه‌های عدس بود. معمولاً برای اینکه به چیزهای بسیار کوچک نگاه کنند، بیش از یک عدسی به کار می‌بردند و عدسی‌ها را در دو انتهای یک لوله فلزی جا می‌دادند. اسم این لوله را، با عدسی‌هایی که درون آن بود میکروسکوپ گذاشتند.

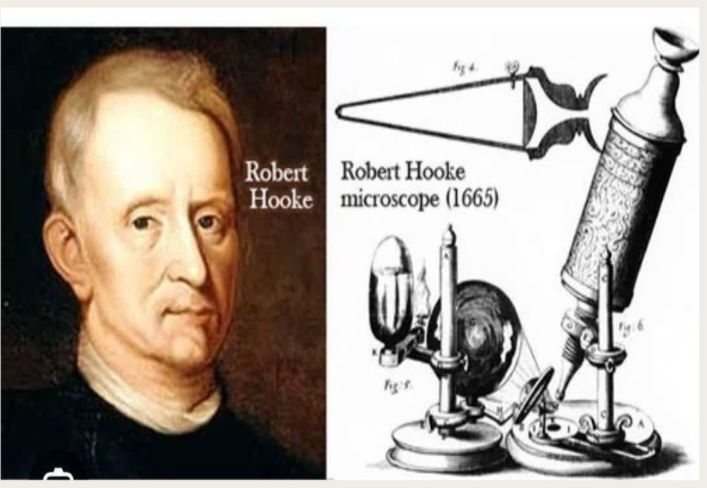
میکروسکوپ هوک

## میکروسکوپ نوری
میکروسکوپ نوری  یکی از انواع میکروسکوپ است که از نور مرئی و سیستمی متشکل از چند لنز برای بزرگنمایی اجسام، موجودات و ساختار موادی که با چشم غیر مسلح قابل بررسی نیستند، کاربرد دارد. میکروسکوپ‌های نوری انواع مختلفی دارند که از ساده تا میکروسکوپ‌های بسیار پیچیده برای وضوح بالاتر استفاده می‌شوند. میکروسکوپ‌‌های نوری ساده امکان مشاهده یک ارگانیسم را به صورت همزمان با بزرگنمایی ۱۰۰ تا ۱۵۰ برابر فراهم می‌کند. میکروسکوپ‌‌های مرکب که برای جزئیات بیشتر سلولی استفاده ‌می‌شوند، حاوی دو نوع عدسی هستند که عملکرد آن‌‌ها برای بزرگنمایی موجودات تک سلولی ۱۰۰۰ تا ۱۵۰۰ برابر است.

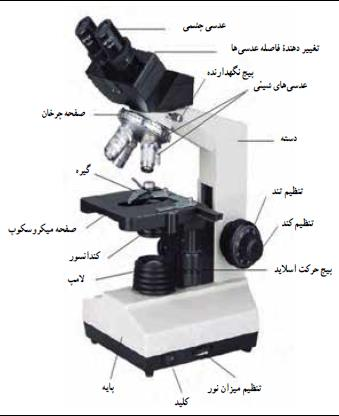

میکروسکوپ‌های نوری قدیمی‌ترین نوع  میکروسکوپ‌ها هستند که شکل فعلی آن‌ها در قرن ۱۷ اختراع شد. احتمالاً مؤثرترین آن‌ها توسط رابرت هوک ساخته شد که به صورت شیشه‌های کوچک نصب شده در یک صفحه فلزی بود که نزدیک چشم نگه‌داشته می‌شد و از روشنایی روز برای دیدن نمونه بهره می برند. 

## کاربرد های میکروسکوپ نوری
میکروسکوپ نوری کاربردهای متنوعی در زمینه های مختلف علمی از جمله زیست شناسی، پزشکی، علم مواد و نانوتکنولوژی دارد به طوری که رابرت هوک به کمک اولین میکروسکوپ خود توانست بقایای دیواره‌ سلول های مرده‌ گیاهی را در برشی از چوب‌پنبه پوست درخت بلوط مشاهده کند.
میکروسکوپ نوری در عصر جدید کاربرد های فراوانی دارد، از جمله:
بیولوژی: میکروسکوپ‌های نوری در بررسی بافت‌ها، سلول‌ها، باکتری‌ها و سایر موجودات زنده به کار گرفته می‌شوند.
پزشکی: این میکروسکوپ‌ها در تشخیص بیماری‌ها، بررسی نمونه‌های بافتی و خونی و مطالعه سلول‌های بیمار استفاده می‌شوند.

## میکروسکوپ الکترونی
میکروسکوپ الکترونی به دسته‌ای از میکروسکوپها گفته می‌شود که از یک باریکه الکترونی برای تصویرسازی استفاده می‌کنند.میکروسکوپ‌های الکترونی از قدرت تفکیک بالاتری نسبت به میکروسکوپ‌های نوری برخوردار بوده و می‌توانند ساختار اجسام کوچکتر را نمایان سازند.

## میکروسکوپ الکترونی عبوری
میکروسکوپ الکترونی عبوریTransmission electron microscopy و به اختصار  TEMنوعی میکروسکوپ الکترونی است که در آن پرتویی از الکترون‌ها از یک نمونه فوق‌العاده نازک عبور می‌کنند و در اثر تعامل الکترون‌های عبوری با نمونه، تصویر تشکیل می‌شود. سپس تصویر بر روی یک ابزار تصویر ساز مانند یک صفحه نمایش فلورسنت، یا یک لایه از فیلم عکاسی متمرکز و بزرگنمایی شده، یا توسط یک حسگر آشکار میگردد.TEM ها قادر به تصویربرداری با وضوح به مراتب بالاتر از میکروسکوپ نوری هستند و علت آن کوچکتر بودن طول موج الکترون ها نسبت به طول موج نور است.در سال ۱۹۳۲ تئودور روسکا و مکس نول اولین بار ایده میکروسکوپ الکترونی را مطرح کردند. در سال ۱۹۳۶ اولین میکروسکوپ الکترونی عبوری توسط شرکت Metropolitian-Vickers در انگلستان ساخته شد.

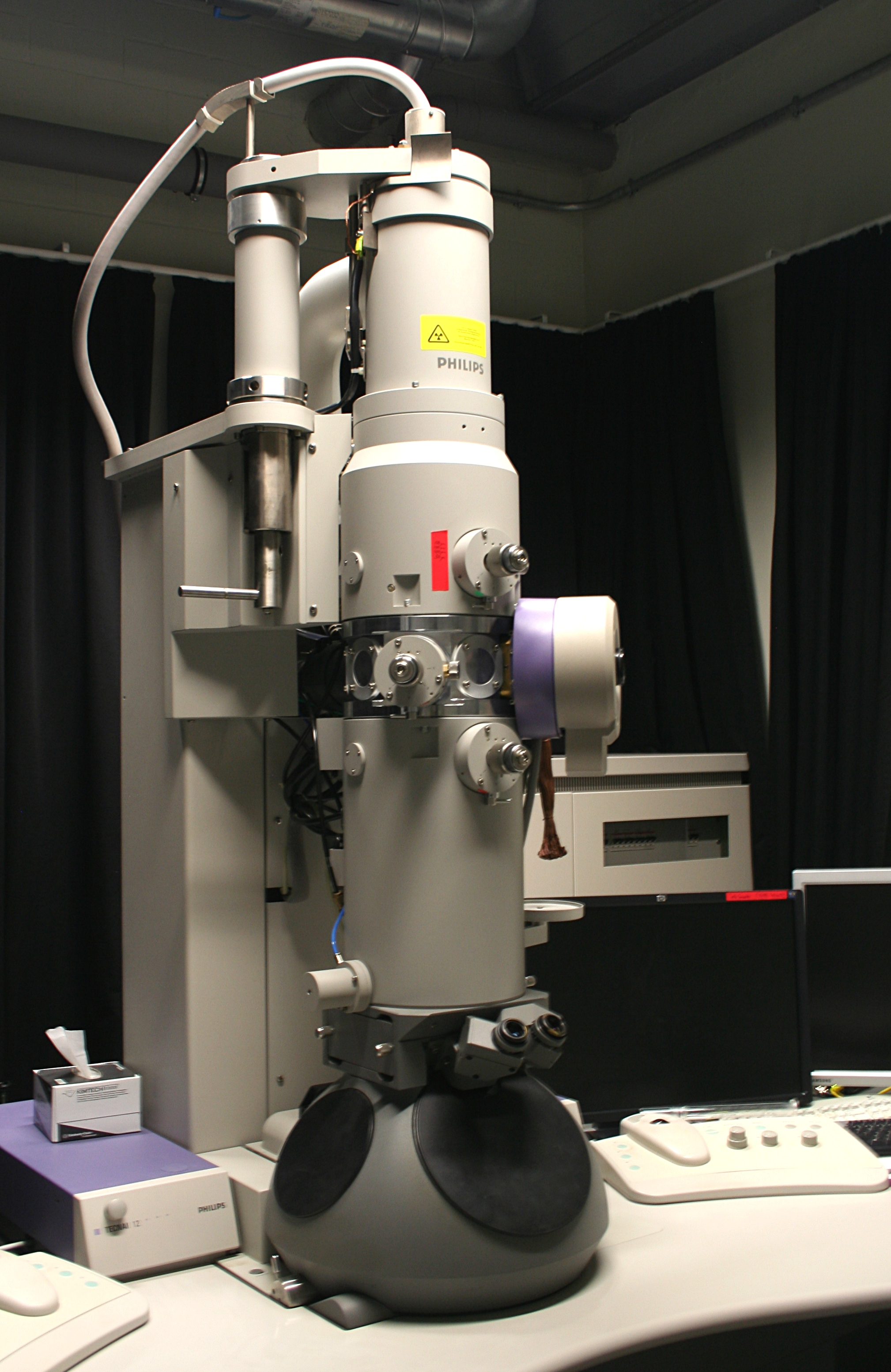
میکروسکوپ TEM

##### کاربرد TEM
میکروسکوپ الکترونی عبوری  یکی از روش های مشخصه یابی و آنالیز  در بررسی و مطالعه مواد در مقیاس نانو میباشد.TEMمی‌تواند ریز ساختار فلزات را با قدرت تفکیکی تا ابعاد اتمی نشان دهد. از دیگر کاربردهای TEM می توان به شناسایی ترکیبات شیمیایی، ساختار بلوری، فازهای غیر آلی، رسوبات و آلودگی ها اشاره کرد.

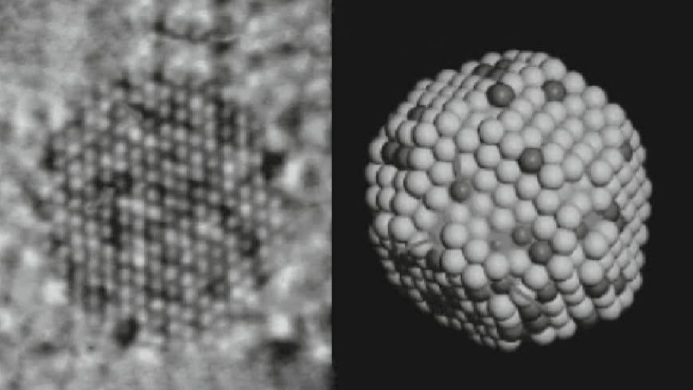
آنالیز نانو ذرات به وسیله ی میکروسکوپ TEM

## میکروسکوپ الکترونی روبشی
میکروسکوپ الکترونی روبشی یا SEM , نوعی میکروسکوپ الکترونی است که قابلیت عکس‌برداری از سطوح با بزرگنمایی ۱۰ تا ۵۰۰۰۰۰ برابر با قدرت تفکیکی کمتر از ۱ تا ۲۰ نانومتر بسته به نوع نمونه را دارد.نخستین تلاش‌ها در توسعه میکروسکوپ الکترونی روبشی به سال ۱۹۳۵ بازمی‌گردد که نول و همکارانش در آلمان پژوهش‌هایی در زمینه پدیده‌های الکترونیک نوری انجام دادند. آرْدِن  در سال ۱۹۳۸ با اضافه کردن پیچه‌های جاروب‌کننده به یک میکروسکوپ الکترونی عبوری توانست میکروسکوپ الکترونی عبوری-روبشی بسازد. 
روش کار میکروسکوپ SEM به این صورت است که ابتدا باید یک ستون الکترون ایجاد شود 
که برای این کار از تفنگهای الکترونی استفاده می‌شود.
هرچه تعداد این الکترونها بیشتر و در عین حال قطر این ستون کمتر باشد
مطلوبتر خواهد بود.

###### کاربرد SEM:
میکروسکوپ های روبشی برای مطالعه نمونه‌های ضخیم کاربرد دارد
از مهمترین کاربردهای SEM میتوان به بررسی ویژگی های سطحی مواد در مقیاس های نانومتری اشاره کرد.از جمله کاربرد های آن در مهندسی مواد میباشد که برای شکست نگاری،متالو گرافی،در ریخته گری و انجماد و ... استفاده میشود.

با توجه به طول موج بسیار کوچکتر الکترون ها نسبت به نور، امکان بررسی جزییات زیادی روی سطح مواد فراهم شده است.سیگنال‌های مورد استفاده توسط SEM برای تولید تصویر ، بعلت برهم کنش پرتوی الکترون با اتم‌های نمونه مورد آزمون در عمق‌های متفاوت می‌باشد

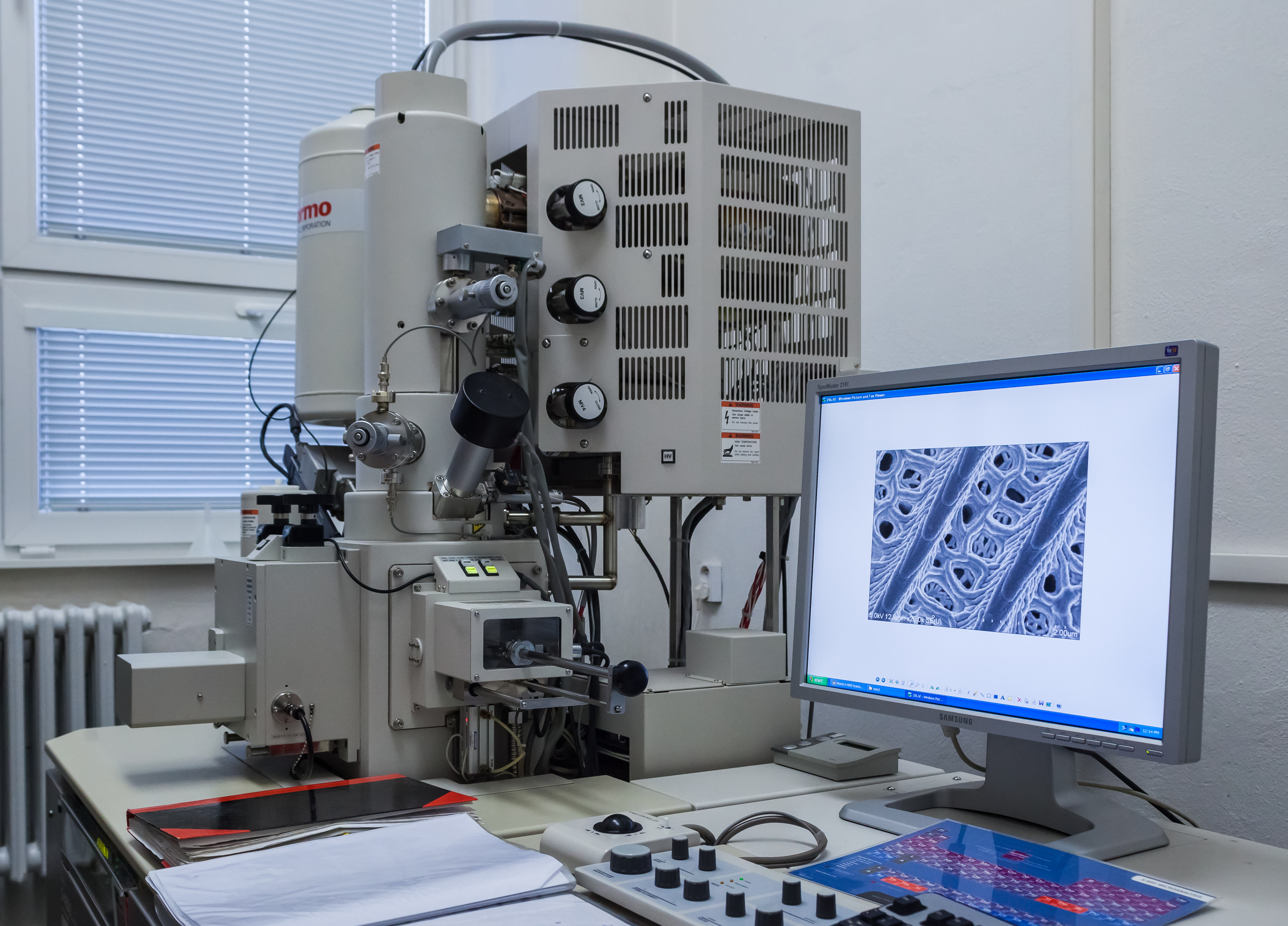
میکروسکوپ الکترونی روبشی (SEM)

## مقایسه TEM وSEM
بزرگ نمایی TEM میتواند از ۵۰ تا ۱۵۰۰۰۰۰ برابر باشد.
بزرگ نمایی SEM میتواند از ۱۰ تا ۵۰۰۰۰۰ برابر باشد.
ریزبین های TEM قادرند تصویر ریز ساختار ماده را با بزرگنمایی و قدرت تفکیک بالاتری نسبت به میکروسکوپ‌های SEM تولید کنند و این بعلت الکترون هایی با طول موج کمتر در آن هاست.